# Uppsala Conflict Data Program
L'Uppsala Conflict Data Program (UCDP) è un programma di collezionamento ed elaborazione di dati sui conflitti armati nel mondo gestito dall'Università di Uppsala, in Svezia.
Alcune delle collezioni di dati elaborate dal progetto, pubblicate annualmente dal 1993 nel Journal of Peace Research, contribuiscono a fornire parte dei dati per la definizione del Global Peace Index.
I dati vengono aggiornati a ritmo annuale e sono pubblicamente e gratuitamente disponibili.

## Storia
Le prime raccolte di dati sui conflitti nel mondo cominciarono presso l'Università di Uppsala negli anni '80, ma poco a poco cominciò a diventare più complesso, passando dal raccogliere solo dati su qualsiasi conflitto armato con almeno 25 morti correlati a battaglie fino ai conflitti non tra Stati o che coinvolgessero almeno un governo.
Il coordinatore principale del progetto è il professore Peter Wallensteen, che lo ha diretto dalla sua fondazione fino al 31 luglio 2015.

## Descrizione

### Elaborazione dei dati
La fonte principale è il Factiva Database, composto da oltre 30.000 giornali e altre fonti di vario tipo da tutto il mondo. Per ogni paese, viene come minimo usato sia tale database che BBC monitoring. Vi possono poi essere fonti addizionali come libri, saggi, resoconti di ricerca universitaria, rapporti di organizzazioni internazionali per i diritti umani e altro ancora.
I membri del progetto inseriscono manualmente oltre 10.000 eventi ogni anno.

### Definizioni
Il progetto ha adottato delle definizioni per definire tutta la violenza statale e politica da studiare e collezionare:
- Conflitti organizzati da Stati - Sono quelli che sono comunemente chiamate "guerre": un combattimento tra due Stati o tra uno Stato e un gruppo ribelle. VI è una differenza tra i conflitti "maggiori" - con più di 1000 morti annuali - e quelli minori.
- Conflitti non organizzati da Stati - Conflitti in cui nessuno degli schieramenti è uno Stato (esempi: conflitti etnici, la guerra messicana della droga, etc.)
- Violenza di parte - L'uso di forze armate da parte di un governo o di un gruppo organizzato contro i civili con almeno 25 morti in un anno.

### Pubblicazioni
A partire dal 1993 sono pubblicate annualmente sul Journal of Peace Research sia una lista di tutti i conflitti armati nel mondo che un breve rapporto sugli sviluppi della violenza organizzata. Dal 1988 al 2017 i dati dell'UCDP sono stati pubblicati sul rapporto annuale del SIPRI.

### Sito web
Il progetto è raggiungibile sia dal sito dell'Università di Uppsala, che da un apposito e dedicato sito interattivo: tale sito si presenta con una mappa mondiale interattiva capace di mostrare sia una vista delle nazioni interessate da conflitti armati che una illustrante ogni singolo evento violento nel mondo. Gli eventi si suddividono e sono filtrabili secondo le definizioni fornite sopra. Sono disponibili inoltre delle API per scaricare gratuitamente tutti i dati, dei rapporti e dei grafici per gli ultimi eventi occorsi.

#### I dataset
Questi sono i dataset del progetto:
- UCDP Georeferenced Event Dataset (GED) - Forse il più importante database del progetto. Esso è formato dalla collezione di tutti i singoli eventi di violenza, con tutti i dati per ciascun evento (data, località, attori, vittime, etc.).
- UCDP/PRIO Armed Conflict Dataset - Progetto congiunto che registra tutti i conflitti armati dal 1946 con almeno 25 morti da battaglia e dove almeno uno degli attori è un governo ufficiale di uno Stato.
- UCDP Dyadic Dataset - È la versione diadica del progetto congiunto con la PRIO: una diade consiste in due opposti attori di un conflitto armato in cui almeno uno dei due sia un governo ufficiale di uno Stato.
- UCDP Battle-Related Deaths Dataset - Questo dataset contiene il numero di morti correlati a battaglie dei conflitti che sono registrati nel dataset congiunto.
- UCDP Non-State Conflict Dataset - Questo dataset contiene informazioni sui conflitti armati, con almeno 25 morti correlati, dove nessuna delle parti in causa sia un governo di uno Stato.
- UCDP One-sided Violence Dataset - Questo dataset è basato sulla combinazione attore-anno con informazioni su attentati intenzionali a civili da parte di governi ufficiali o da parte di gruppi ribelli.

### Casi d'uso
La collezione dei dati del progetto UCDP sono ormai usati a livello internazionale sia da personale universitario, sia dall'ONU e da altre grandi organizzazioni internazionali, e dalla stampa periodica.